# 준의사

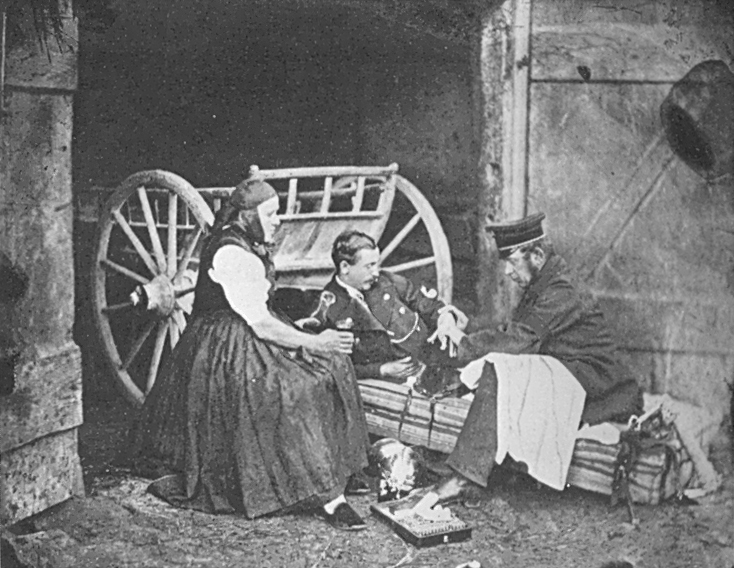

준의사는 세계보건기구에 따르면 긴급 치료와 구급차에 한정된 다양한 의료 서비스를 제공하는 의료전문가이다. 러시아, 우크라이나, 그리고 과거 소련에 속했던 다른 국가들에서 준의사는 러시아, 아르메니아, 카자흐스탄, 키르기스스탄, 몽골, 우즈베키스탄의 수많은 시골 의료 센터와 클리닉의 1차 의료, 산과의료, 수술의료 서비스를 제공한다.

## 같이 보기
- 의사보조사